# Instituto de Harmonização do Mercado Interno
O Instituto de Harmonização do Mercado Interno (sigla: IHMI) é um organismo da União Europeia que regista marcas, desenhos e modelos, que passam a ser válidos em toda a UE. Trata-se de um sistema que coexiste com os sistemas próprios de registo de cada país da UE. A sua sede localiza-se em Alicante, na Espanha.